# Im siebenten Himmel (1937)
Im siebenten Himmel (Originaltitel: Seventh Heaven) ist ein US-amerikanisches Filmdrama aus dem Jahr 1937. Unter der Regie von Henry King sind Simone Simon und James Stewart in den Hauptrollen zu sehen. Es handelt sich um die Neuverfilmung eines Stummfilms von 1927. Beiden Filmen lag als Vorlage ein Bühnenstück von Austin Strong zugrunde.

## Handlung
Paris 1914: Weil die ängstliche Diane die Annäherungsversuche eines Gasts im schäbigen Café ihrer Schwester Nana zurückweist, wirft Nana sie auf die Straße des Armenviertels und schlägt auf sie ein. Der Kanalreiniger Chico geht dazwischen und zwingt Nana, von der am Boden liegenden Diane abzulassen. Mit seinen Freunden Boul und Sewer Rat setzt sich Chico daraufhin auf einen Bordstein und verkündet, dass er Atheist geworden sei, blieben doch seine Gebete für ein schöneres Leben bisher unbeantwortet. Am Eingang der örtlichen Kirche wird Vater Chevillon auf ihn aufmerksam und bietet ihm Arbeit als Straßenreiniger an, wenn er im Gegenzug wieder an Gott glaubt und sich darüber hinaus der hilflosen Diane annimmt. Endlich eine bessere Zukunft in Aussicht, lässt sich Chico darauf ein.
Der abgewiesene Cafébesucher hat derweil die Polizei gerufen. Während Nana abgeführt wird, gibt Chico gegenüber einem Gendarm Diane als seine rechtmäßige Frau aus. Der Gendarm verlangt seine Adresse zu erfahren und droht ihm an, einmal bei ihnen vorbeizuschauen, um Chicos Aussage zu überprüfen. Chico sieht sich daher gezwungen, Diane bei sich wohnen zu lassen. Auf dem Weg in seine im siebenten Stock gelegenen Mansardenwohnung versucht Chico Diane, die sich kurz zuvor noch umbringen wollte, mit seinem neu gewonnenen Optimismus anzustecken. In Chicos bescheidener, jedoch sauberer Bleibe angekommen, fühlt sich Diane wie im Himmel. Es ist bereits spät und Chico lässt Diane in seinem Bett schlafen, während er die Nacht bei seinem Nachbarn, dem Astrologen Aristide, verbringt. 
Am nächsten Morgen, kurz nachdem Chico zu seiner neuen Arbeit aufgebrochen ist, kommt der Gendarm vorbei, und Diane, die gerade am Kochen ist, öffnet ihm die Tür. Der Gendarm ist erleichtert zu sehen, dass Diane offenbar wirklich Chicos Frau ist, und versichert ihr, dass nun alles in Ordnung sei und er nicht noch einmal wiederkommen werde. Als Chico nach Hause zurückkehrt und er seine neue Arbeit mit seinen Nachbarn, den Gobins, feiern will, bringt es Diane nicht über sich, ihm zu erzählen, dass der Gendarm bereits da war. Während Chico eine Flasche Wein holen geht, kommt Nachbar Aristide zum Fenster herein und rügt Diane dafür, Chico nichts von dem Gendarm erzählt zu haben. Schließlich hatte sie versprochen, nach dessen Besuch Chico nicht mehr auf der Tasche liegen zu wollen. Von Schuldgefühlen geplagt, verlässt Diane die Mansarde. Chico jedoch ist über Dianes plötzliches Verschwinden besorgt und begibt sich auf die Suche nach ihr. Er findet sie in einer Gaststätte, wo ihr ein älterer Mann gerade Avancen macht. Chico drückt den Mann zu Boden und bringt Diane wieder zu sich nach Hause. Er versichert ihr, dass sie ein anständiger Mensch sei und bei ihm bleiben dürfe. 
Mit der Zeit überwindet Diane ihre Ängstlichkeit und Chico macht ihr schließlich einen Heiratsantrag. Doch inzwischen ist der Erste Weltkrieg ausgebrochen und die Männer werden an die Front gerufen. Am Tag, an dem sie heiraten wollen, erhält auch Chico seinen Einberufungsbescheid. Ehe er jedoch aufbricht, erklären sie sich vor den Augen Gottes zu Mann und Frau und versprechen sich, an jedem Morgen um 11 Uhr aneinander zu denken. Als Chico fort ist, taucht Nana in der Mansarde auf und will Diane dazu zwingen, wieder in ihrem Café zu arbeiten und Männern zu Diensten zu sein. Diane jedoch lässt sich von Nana nichts mehr gefallen und schlägt wütend auf sie ein. Nana sucht schließlich das Weite.
Nach vier Jahren Krieg kämpft Chico noch immer im Schützengraben, während Diane in einem Lazarett verletzte Soldaten pflegt. Jeden Tag um 11 Uhr denken sie aneinander. Als der Krieg zu Ende ist, hofft Diane auf Chicos baldige Rückkehr. Nachbar Gobin, der mit Chico an der Front gekämpft hat, und auch Aristide sind jedoch überzeugt, dass Chico ums Leben gekommen ist. Als Vater Chevillon ihr ein Medaillon überreicht, das ihm der verletzte Chico auf dem Schlachtfeld anvertraut hat, beginnt auch Diane zu glauben, dass Chico tatsächlich umgekommen ist. Sie ist untröstlich, als plötzlich die Glocke 11 Uhr schlägt und sie innerlich fühlt, dass Chico noch immer am Leben ist. Sie eilt hinauf in die Mansarde und sieht Chico am Fenster stehen. Eine Explosion hat ihn das Augenlicht gekostet, doch fallen sie einander glücklich in die Arme und danken Gott dafür, dass sie wieder vereint sind.

## Hintergrund
Austin Strongs Bühnenstück Seventh Heaven wurde von 1922 bis 1924 704 Mal am Broadway aufgeführt. 1927 wurde es von der Fox Film Corporation erstmals verfilmt. In den Hauptrollen dieses Stummfilms waren seinerzeit Janet Gaynor und Charles Farrell unter der Regie von Frank Borzage zu sehen. Der Film lief überaus erfolgreich an der Kinokasse und erhielt bei der ersten Oscarverleihung drei Oscars in den Kategorien Beste Hauptdarstellerin, Beste Regie und Bestes adaptiertes Drehbuch.
Mitte der 1930er Jahre entschied sich 20th Century Fox, den Stoff erneut zu verfilmen. Den Chico sollte dabei zunächst Tyrone Power spielen. Produzent Darryl F. Zanuck besetzte ihn jedoch lieber in Der Liebesreporter (1937), da er Power mit romantischen Filmkomödien zum Star aufbauen wollte. Für Jean Hersholts Priester waren auch Don Ameche und John Carradine im Gespräch. Die Dreharbeiten begannen Anfang Dezember 1936 und konnten Ende Januar 1937 beendet werden. Für die Filmbauten war William S. Darling zuständig, dem Thomas Little als Ausstatter zur Seite stand. Gwen Wakeling entwarf die Kostüme.
Im siebenten Himmel wurde am 25. März 1937 in den Vereinigten Staaten uraufgeführt.

## Kritiken
Variety befand, dass Simone Simons Vorstellung „durchwachsen und bisweilen störend“ sei. Man merke ihr immer wieder eine gewisse Unsicherheit an. Es gebe jedoch „mehrere mit Herzschmerz und Humor hervorragend durchsetzte Szenen“. Vor allem James Stewart mit seinem „unerschütterlichen Verständnis für seine Rolle“ und Henry Kings Regie hätten zum Gelingen dieser Szenen beigetragen.
Henry Kings Remake von Borzages Film besitze „mancherlei Feingefühl, aber wenig Überzeugungskraft“, urteilte Time Out. Das Hauptproblem sei James Stewarts „unüberwindliche amerikanische Art“. Sein „überschwänglicher Optimismus“, mit dem er „Simones Diane den Weg zu den Sternen zeigt, sie lehrt, ihre Lebensängste zu überwinden und an die Liebe zu glauben“, lasse ihn wie „einen übereifrigen Pfadfinder“ erscheinen. Dennoch sei es eine „rührende Geschichte“.
Der Filmkritiker Leonard Maltin kam zu dem Schluss, dass Henry Kings Film mit einem „gallischen Stewart und einem faden Drehbuch“ nicht an die Qualität des berühmten Stummfilms von Frank Borzage heranreiche.